# Philipp Scheucher (Pianist)

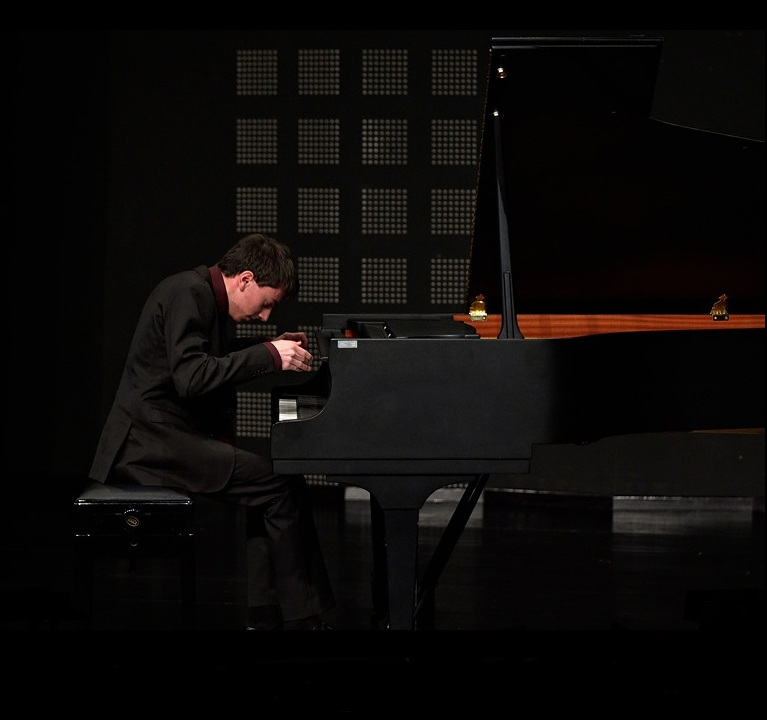
Philipp Scheucher 2012

Philipp Scheucher (* 22. März 1993 in Graz) ist ein österreichischer klassischer Pianist.

## Leben
Philipp Scheucher erhielt im Alter von fünf Jahren den ersten Klavierunterricht an der Musikschule in Weiz. Als Zehnjähriger wurde er von Maria Zgubic im Vorbereitungslehrgang an der Universität für Musik und darstellende Kunst Graz unterrichtet. 2008 begann seine Ausbildung bei Markus Schirmer, zunächst als außerordentlicher Student. Nach Abschluss der AHS-Matura mit „Ausgezeichnetem Erfolg“ 2011 begann er im selben Jahr sein ordentliches Studium mit Hauptfach Klavier. Nach Abschluss seines Master-Studiums in Graz absolvierte er 2021 sein Konzertexamen an der Hochschule für Musik und Tanz Köln bei Ilja Scheps sowie 2022 sein Artist Diploma bei Dorian Leljak und Ian Jones am renommierten Royal College of Music in London. Er belegte Meisterkurse u. a. bei Boris Berman, Jerome Rose, Arie Vardi, Pascal Rogé, Akiko Ebi, Jussi Siirala, Jay Gottlieb, Pietro De Maria.
Seit 2022 ist Philipp Scheucher Mitglied von SYMPHONIACS, einem international besetzten Electro-Klassik-Musikprojekt des in Berlin lebenden Komponisten und Produzenten Andy Leomar, das klassische Musik und elektronische Club-Musik kombiniert.
Philipp Scheucher ist Bösendorfer Artist.

## Konzerttätigkeit
Philipp Scheucher hatte Konzertauftritte im In- und Ausland, so im Wiener Musikverein mit Markus Schirmer, im Schloss Esterházy (Eisenstadt), im Münchner Gasteig, im Schloss Tegernsee, in Offenburg, in der Grazer Oper, in der Franz Liszt Galerie in Budapest, im Enric Granados Auditorium in Lleida sowie beim ORF (u. a. Licht ins Dunkel). Im Minoritensaal in Graz trat er im Rahmen des Benefizkonzertes für Live Music Now mit Angelika Kirchschlager auf. Markus Schirmer präsentierte ihn bei der Konzertreihe Amabile neben anderen jungen Künstlern im Musikverein Graz. Er wirkte bei der Produktion des Notenbandes Expedition Klavier mit Begleit-CD für die Wiener Urtext Edition mit.
Scheucher arbeitete zusammen mit:
- Grazer Philharmonisches Orchester (Dirigent: Dirk Kaftan)
- Orchester des J.-J.-Fux-Konservatoriums (Dirigent: Thomas Platzgummer)
- Pannonische Philharmonie (Dirigent: Alois J. Hochstrasser)
- Camerata Brno (Dirigent: Alexej Aslamas)
- Recreation – Großes Orchester Graz (Dirigent: Michael Hofstetter)
- Orchesterverein der Gesellschaft der Musikfreunde in Wien (Dirigent: Robert Zelzer)
- Wiener Concert-Verein (Dirigent: Johannes Steinwender)
- K&K Philharmoniker
- WDR-Funkhausorchester
- Aarhus Symphony Orchestra (Dirigent: Alexander Prior)

Im Oktober 2010 feierte er sein Konzertdebüt im Stefaniensaal des Grazer Congress’ mit dem Großen Orchester Graz recreation unter der Leitung von Michael Hofstetter mit Mozarts 9. Klavierkonzert (Jenamy). Sein Debüt mit dem Klavierkonzert in a-Moll, op. 54 von Robert Schumann im Goldenen Saal des Wiener Musikvereins fand am 24. April 2012 mit dem Orchesterverein der Gesellschaft der Musikfreunde in Wien unter der Leitung von Robert Zelzer statt. 2014 trat er im Herkulessaal (München) und am 1. Juni 2014 im Gewandhaus (Leipzig) auf mit der Uraufführung von Matthias Georg Kendlingers Klavierkonzert Nr. 1 „Larissa“.
Philipp Scheucher konzertierte unter anderem 2019 in der Elbphilharmonie in Hamburg und im Wiener Musikverein.

## Wettbewerbserfolge
- 1. Preis beim österreichischen Jugendmusikwettbewerb Prima la musica auf Landesebene und auf Bundesebene (2004 in Wien, 2006 in Eisenstadt und 2008 in Innsbruck).
- 2003 internationaler Preisträger beim Mozartwettbewerb in Brünn
- 2005 1. Preis in der Kategorie Klassik-Musical bei der Talenteschau im Greith-Haus
- 2008 elf Preise beim internationalen Klavierwettbewerb Münchner Klavierpodium der Jugend
- 2010 Gewinner seiner Alterskategorie beim Klavierwettbewerb Zlatko Grgošević in Zagreb, dort auch Gesamt- bzw. Absolutsieger
- 2010 Erster Preis beim internationalen Wettbewerb Ricard Viñes in Lleida.
- 2014 Erster Preis beim Internationalen Musikwettbewerb Köln gemeinsam mit dem russischen Pianisten Georgy Voylochnikov, sowie den Förderpreis der „Freunde Junger Musiker Köln-Bonn“
- 2015 Erster Preis bei der „Aarhus International Piano Competition“ und zwei Sonderpreise in Aarhus/Dänemark
- 2016 Zweiter Preis bei der „13th UNISA International Piano Competition“ in Pretoria/Südafrika
- 2016 Dritter Preis beim internationalen Klavierwettbewerb Arcangelo Speranza in Taranto/Italien
- 2016 Erster Preis beim internationalen Klavierwettbewerb Vila de Xàbia in Xàbia/Spanien
- 2017 unter den besten 30 bei der Van Cliburn International Piano Competition in Fort Worth/Texas (USA)
- 2018 war er Semifinalist bei der „Honens International Piano Competition“ in Calgary/Kanada
- 2019 Dritter Preis bei der Santa Cecilia International Piano Competition in Porto/Portugal.[6]
- 2021 Zweiter Preis des Internationalen Beethoven Wettbewerbs in Wien/Österreich[7]

## Diskografie
- Expedition Klavier mit CD; Hören - Spielen - Entdecken - Leichte Klavierstücke von Bach bis Schönberg, Wiener Urtext Edition
- Piano-Basso mit Werken von Zerline Erfurt, C. Efthimiou, B. Riedler, Gerhard Präsent, M. Kreuz und F. Zebinger; Steirischer Tonkünstlerbund STB 15/02 (2015)[8]
- Quasi Fantasia - Werke von Ludwig van Beethoven, Wolfgang Amadeus Mozart und Zerline Erfurt, KNS A/078 (2019)[9]
- Concert apéritif du piano - Philipp Scheucher - Werke von Franz Schubert, Ludwig van Beethoven, Franz Liszt, Igor Strawinsky, u. a.[10]
- BEETHOVEN - Werke von Ludwig van Beethoven[11]
- ODYSSEY - Werke von Corigliano, Hindemith, Szymanowski, Puts. Gemeinsam mit der Geigerin Cosima Soulez Larivière. Gramola 2025